# IVe dynastie égyptienne
v. 2675  AEC – 2545 AEC,
Entités précédentes :
- IIIe dynastie

Entités suivantes :
- Ve dynastie

La IVe dynastie de l'Ancien Empire d'Égypte est la dynastie qui a laissé les plus célèbres de tous les monuments égyptiens : les pyramides de Gizeh et le Sphinx. La dynastie couvre une période de plus d'un siècle au milieu du IIIe millénaire. Elle est fondée par Snéfrou, le père de Khéops. La fin de la dynastie est cependant plus confuse : premièrement, la parenté de Chepseskaf, le dernier roi clairement attesté de la dynastie, est inconnue, ; deuxièmement, la position et le rôle qu'a eus la reine Khentkaous Ire est sujet à débat ; et troisièmement, plusieurs listes royales semblent attribuer huit rois à la dynastie, le dernier serait un roi inconnu par ailleurs dont le nom hellénisé est Thamphthis (les autres listes royales sont lacunaires concernant la fin de la IVe dynastie).

## Souverains de laIVedynastie
Les listes d'Abydos, de Saqqarah et du papyrus de Turin datent toutes du Nouvel Empire, aussi sont-elles à prendre avec précaution, datant de près d'un millénaire après la IVe dynastie. Quant à la liste d'Africanus, copie de celle de Manéthon, elle est postérieure de plus de deux millénaires à la IVe dynastie.
L'archéologie a livré six noms de rois, dont les règnes sont absolument certains du point de vue des chercheurs. Il s'agit des six noms présents dans la liste d'Abydos. À la vue de ces listes postérieures, il est possible que deux ou trois autres rois aient régné. L'archéologie a en effet livré les restes d'une pyramide inachevée à Zaouiet el-Aryan, dont l'architecture est typique de la IVe dynastie mais dont le nom du commanditaire n'est pas certain (peut-être Baka ou Néferka). Les listes donnent systématiquement un huitième roi, dont aucune trace contemporaine de la IVe dynastie n'a été retrouvée, mais absence de preuve n'étant pas preuve d'absence, il n'est pas impossible que ce huitième roi ait régné, d'autant que la fin de la IVe dynastie est peu connue.
Enfin, la table de Saqqarah liste un neuvième roi dont le nom est détruit. Cette liste étant la seule à avoir livré un neuvième nom, il s'agit peut-être d'une erreur, à moins que ce ne soit les autres listes qui soient toutes fautives. Jürgen von Beckerath a proposé le roi Niouserrê comme détenteur de ce neuvième cartouche, il pense qu'il est possible que Niouserrê ait été simplement égaré au début de la Ve dynastie ; en effet, il est complètement absent de la liste malgré le fait qu'il soit considéré comme l'un des grands rois de l'Ancien Empire et est par exemple présent dans la liste de Karnak, établie pendant le règne de Thoutmôsis III.

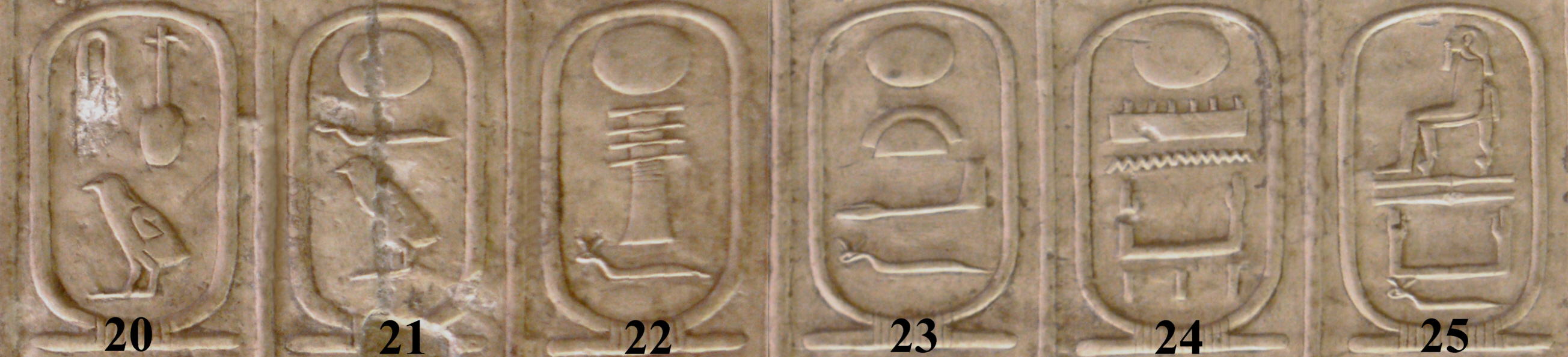
Cartouches de six pharaons de la relevés sur la Liste d'Abydos.

|                         |                 |               |                 |                                   |  |  |  |  |  |  |  |  |  |  |  |  |  |  |  |
| Snéfrou (Snfrw)         | Snéfrou (20)    | Snéfrou (43)  | Snéfer... (4.9) | Soris (Σωρις) (IV - 1)            |  |  |  |  |  |  |  |  |  |  |  |  |  |  |  |
| Khoufou (Ḫwfw)          | Khoufou (21)    | Khoufou (42)  | lacune (4.10)   | Souphis (Σoυφις) (IV - 2)         |  |  |  |  |  |  |  |  |  |  |  |  |  |  |  |
| Djédefrê (Ḏd=f-Rˁ)      | Djédefrê (22)   | Djédefrê (41) | lacune (4.11)   | Ratoïsès (Ρατoισης) (IV - 5)      |  |  |  |  |  |  |  |  |  |  |  |  |  |  |  |
| Khâfrê (Ḫˁ=f-Rˁ)        | Khâfrê (23)     | Khâfrê (40)   | Khâ... (4.12)   | Souphis (Σoυφις) (IV - 3)         |  |  |  |  |  |  |  |  |  |  |  |  |  |  |  |
| Baka (Bȝ-kȝ) ?          |                 | lacune (39)   | lacune (4.13)   | Bichérès (Bιχερης) (IV - 6)       |  |  |  |  |  |  |  |  |  |  |  |  |  |  |  |
| Menkaourê (Mn-kȝ.w-Rˁ)  | Menkaourê (24)  | lacune (38)   | lacune (4.14)   | Menchérès (Mενχερης) (IV - 4)     |  |  |  |  |  |  |  |  |  |  |  |  |  |  |  |
| Chepseskaf (Šps-s-kȝ=f) | Chepseskaf (25) | lacune (37)   | lacune (4.15)   | Séberchérès (Σεβερχερης) (IV - 7) |  |  |  |  |  |  |  |  |  |  |  |  |  |  |  |
| Djédefptah (Ḏd=f-Ptḥ) ? |                 | lacune (36)   | lacune (4.16)   | Thamphthis (Θαμφθις) (IV - 8)     |  |  |  |  |  |  |  |  |  |  |  |  |  |  |  |
|                         |                 | lacune (35)   |                 |                                   |  |  |  |  |  |  |  |  |  |  |  |  |  |  |  |

## Histoire

### Avènement de la dynastie
Le premier roi de la IVe dynastie est Snéfrou. Les conditions de son avènement ne sont pas connues : grâce à la pierre de Palerme, nous savons que sa mère se nommait Mérésânkh. Il a souvent été supposé que cette femme était une concubine du roi Houni, dernier roi de la IIIe dynastie, ce qui ferait de Snéfrou le fils d'un roi, ; cependant, cette théorie n'est pas certaine. Le découpage dynastique entre les IIIe et IVe dynasties n'est en tout cas pas attesté avant les écrits de Manéthon plus de deux millénaires après le règne de Snéfrou.

### Règne de Snéfrou
Snéfrou semble avoir régné plus d'une quarantaine d'années. Il mena une politique active dans le développement du pays par la création de nombreuses fondations royales, dont certaines étaient peut-être accompagnées d'une pyramide provinciale. Il mena également une activité active à l'international en menant des razzias en Nubie et en Libye et en lançant des expéditions minières vers le Sinaï. Il construisit même un nouveau port énorme sur la côte de la mer Rouge, au Ouadi el-Jarf, permettant d'abriter et de stocker entre deux expéditions les bateaux utilisés pour traverser le Golfe de Suez vers Tell Ras Budran, au sud-ouest du Sinaï, évitant ainsi de contourner ce golfe comme le faisaient les expéditions des rois des dynasties précédentes. Ces différentes activités ont permis à ce roi de construire près de trois complexes pyramidaux : celui de Meïdoum, celui de la pyramide rhomboïdale et celui de la pyramide rouge, toutes deux à Dahchour. Ce roi a gardé une figure légendaire aux époques postérieures, étant même divinisé au Moyen Empire, devenant le modèle du souverain parfait pour des rois comme Amenemhat Ier.

### Règne de Khéops
Le fils et successeur de Snéfrou, Khéops, est connu comme le roi commanditaire de la grande pyramide à Gizeh, nécropole royale qu'il inaugure. Cependant, presque rien n'est connu de ce souverain, si ce n'est qu'il régna visiblement un peu plus d'un quart de siècle et qu'il continua la politique de son père au Sinaï, en continuant d'utiliser le port du Ouadi el-Jarf. C'est d'ailleurs dans ce port qu'ont été découverts les plus anciens papyrus, dit le Journal de Merer, décrivant certaines activités réalisés dans le cadre de la fourniture du chantier de la pyramide royale en calcaire fin de Tourah. Une autre découverte très importante liée à son règne est celle du trousseau funéraire de la mère du roi Hétep-Hérès Ire, trouvé près de la pyramide du roi à Gizeh. Contrairement à son père, Khéops souffre d'une mauvaise image dans la postérité (notamment le récit d'Hérodote à la Basse Époque).

### Fils de Khéops
À Khéops succède son fils Djédefrê, dont peu de choses sont connus également. Il est le commanditaire de la pyramide royale la plus septentrionale d'Égypte, celle d'Abou Rawash. La durée de règne de ce souverain n'est pas connue, certains affirmant qu'il régna moins d'une dizaine d'années, d'autres que son règne était plus proche d'une vingtaine d'années. Toujours est-il que son successeur est son frère Khéphren, à moins que l'éphémère commanditaire de la pyramide de Zaouiet el-Aryan, Baka, soit son successeur direct.
Le règne de Khéphren n'est pas non plus bien connu, malgré un règne d'environ un quart de siècle. Il continua la politique de ses prédécesseurs d'exploitation du Sinaï si ce n'est qu'il abandonna le port du Ouadi el-Jarf pour le celui d'Ain Soukhna, d'une taille plus modeste (peut-être les Égyptiens ont-ils jugé celui du Ouadi el-Jarf surdimmensionné ?). Le roi est commanditaire d'une pyramide de taille à peine inférieure à celle de son père et située juste au sud-ouest de celle-ci à Gizeh. La particularité du complexe funéraire du souverain est le Grand Sphinx orienté vers le Soleil levant et accompagné d'un temple solaire.

### Fin de la dynastie
La fin de la dynastie est plus floue. Si l'éphémère Baka est parfois placé après Khéphren, le roi suivant est en tout cas Mykérinos, le commanditaire de la troisième pyramide de Gizeh. La longueur du règne de Mykérinos est inconnue, mais si elle est traditionnellement donnée comme étant une vingtaine d'années, l'état de son complexe funéraire pourrait indiquer une durée bien plus courte,.
Le successeur de Mykérinos est Chepseskaf, dont les liens généalogiques avec ses prédécesseurs sont complètement inconnus. Il est le commanditaire d'un étonnant monument à Saqqarah, considéré par les Égyptiens comme une pyramide mais ressemblant plus à un grand mastaba,. Après un court règne, il laisse le trône à [[[Ouserkaf]], premier roi de la Ve dynastie, à moins que l'éphémère Thamphthis (ou Djédefptah), attesté uniquement dans les listes royales, l’ait remplacé.
Un autre personnage important de la fin de la dynastie est la reine Khentkaous Ire, enterrée dans un monument particulier près du temple de la vallée du complexe funéraire de Mykérinos et portant le titre de « mère de deux rois de Haute et Basse-Égypte ». La place exacte de cette reine dans la généalogie royale est inconnue, mais elle joua sans aucun doute un rôle très important : il est en effet possible qu'elle soit liée d'une manière ou d'une autre avec Mykérinos et qu'elle soit la mère de deux rois, peut-être Chepseskaf et Ouserkaf, ce qui montrerait que la division dynastique, là aussi attestée uniquement à partir de Manéthon, est artificielle.

## État, société, culture

### Apparition du vizir
Un vizir (tjaty), nommé par le roi, prend la responsabilité de l'administration centrale, assisté de « directeurs de missions » qui assurent la liaison avec l'administration provinciale. Chef de la justice, il préside la « maison des champs » (agriculture) et la « maison blanche » (trésor). Il dirige les archives royales, contrôle la police, les travaux publics, les transports fluviaux. En tant que juge suprême, il doit mettre en pratique la Maât (déesse de la Vérité et de la Justice, fille de Rê, principe de l'ordre universel établi par le démiurge), dont il porte l'effigie autour du cou.
Le premier vizir est le prince Néfermaât, fils du roi Snéfrou.

### Économie et société
Le développement du bas-relief dans les mastabas de pierre des fonctionnaires à partir de la IVe et surtout sous la Ve dynastie nous livre un tableau des activités des domaines bénéficiaux (per-djet) des particuliers, des activités agricoles et de l'artisanat : diversité des productions agricoles (blé, orge, lin), pêche, permanence des techniques néolithiques (houe, araire, faucilles à lame de silex), expériences de domestication des animaux du « désert » et des marais (scènes de gavage des étables et volières), grands troupeaux de bovins et ovins dans les pâturages de bordure de la zone marécageuse limitrophe du Nil et dans le delta.
La construction des pyramides serait devenue une nécessité économique, occupant les paysans pendant la crue du Nil, et politique, induisant la création du premier État centralisé. Sous Snéfrou, à la pyramide de Meïdoum, abandonnée en cours de construction à la suite de son effondrement, succède la construction de celles de Dahchour, (rhomboïdale et rouge). Des papyrus datant du règne de Khéops, dont le journal de bord d'un inspecteur nommé Merer qui approvisionnait en pierre le chantier de la pyramide, ont été découverts par Pierre Tallet au Ouadi el-Jarf en 2013.
C'est durant cette dynastie qu'officie Peseshet, première femme médecin connue au monde.

### Art et culture

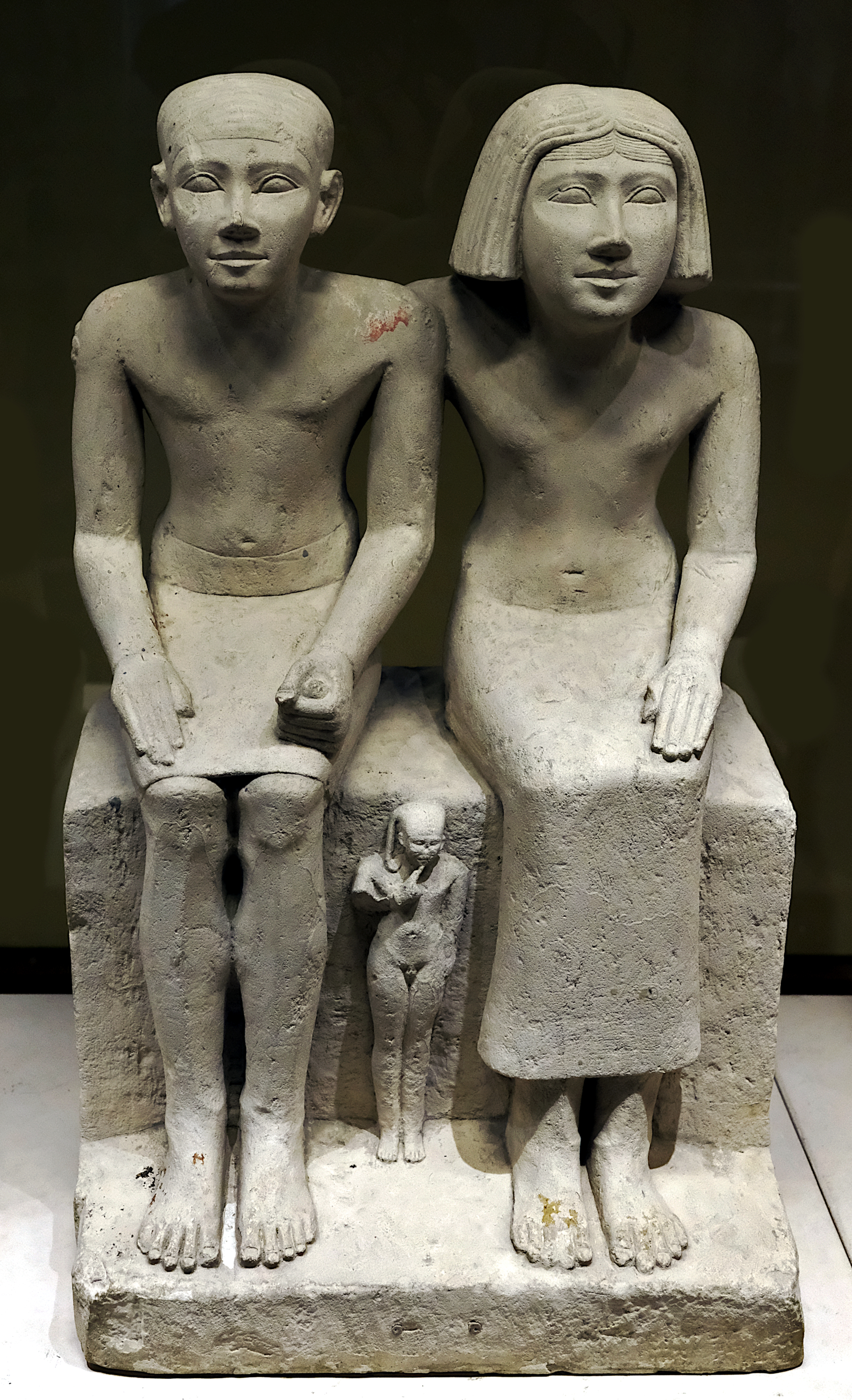
Deux époux et leur fils : exemple de l'art de la (Louvre, A44).

Le « style memphite » se distingue par un classicisme altier qui se manifeste dans l'harmonie des lignes droites et de larges masses symétriques.
Sur le site de Gizeh, on érige les pyramides des trois reines de la dynastie.